# Dendrochernes
Genre
Synonymes
- Pachycheirus Chamberlin, 1934

Dendrochernes est un genre de pseudoscorpions de la famille des Chernetidae.

## Distribution
Les espèces de ce genre se rencontrent en Europe, en Afrique du Nord, en Asie et en Amérique du Nord.

## Liste des espèces
Selon Pseudoscorpions of the World (version 3.0) :
- Dendrochernes crassus Hoff, 1956
- Dendrochernes cyrneus (L. Koch, 1873)
- Dendrochernes instabilis (Chamberlin, 1934)
- Dendrochernes morosus (Banks, 1895)

et décrite depuis :
- Dendrochernes mahnerti Gao & Zhang, 2020

## Publication originale
- Beier, 1932 : Pseudoscorpionidea II. Subord. C. Cheliferinea. Tierreich, vol. 58, p. 1-294.